# 堀美矢子
堀 美矢子（ほり みやこ、本名同じ。1974年9月28日 - ）は大阪府堺市東区出身のタレント。旧芸名:堀 みやこ。
大阪の松竹芸能所属で芸能界デビュー。女優・タレントの堀ちえみ、堀一美の実妹として話題を集め、大阪のテレビ番組を中心に出演した。現在は引退をしている。

## 主な出演番組
- 八方ま～るく
- ハーイ!昼ナマ
- 森脇健児の切磋たく丸!!
- Jアップ!!セレッソ→Vダッシュ!!セレッソ
- 土曜の朝はあいこでホイ!
- おっちゃんVSギャル
- たかじん胸いっぱい